# Tipula (Platytipula) nikkoensis
Tipula (Platytipula) nikkoensis is een tweevleugelige uit de familie langpootmuggen (Tipulidae). De soort komt voor in het Palearctisch gebied.